# Liste der diplomatischen Vertretungen in Portugal

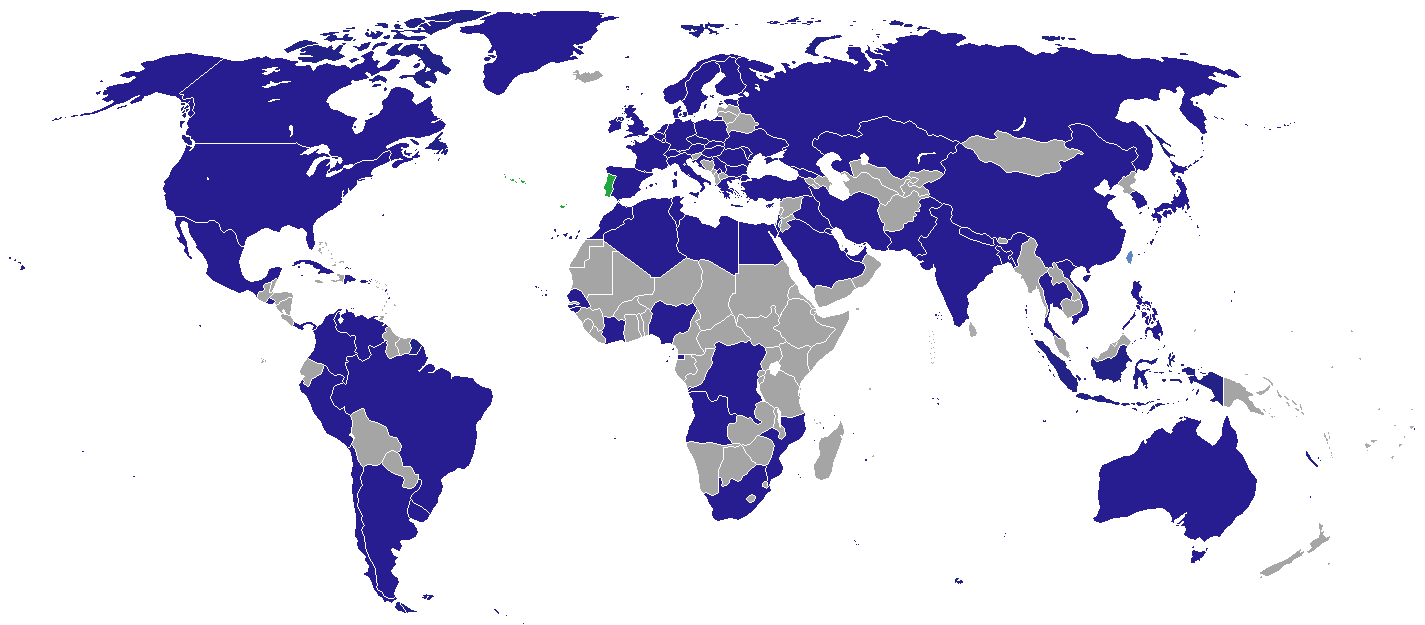
Staaten mit diplomatischer Vertretung in Portugal (2016)

Die Liste der diplomatischen Vertretungen in Portugal führt Botschaften und Konsulate auf, die in Portugal eingerichtet sind (Stand Februar 2017).
Im September 2017 hatten Vertreter aus 133 Ländern in Portugal aktualisierte Akkreditierungen.
Derzeit (Stand September 2017) unterhalten 89 Staaten der Erde in der portugiesischen Hauptstadt Lissabon eine Botschaft, 74 weitere Staaten sind über deren Vertretungen andernorts dort doppelakkreditiert.

## Diplomatische Vertretungen

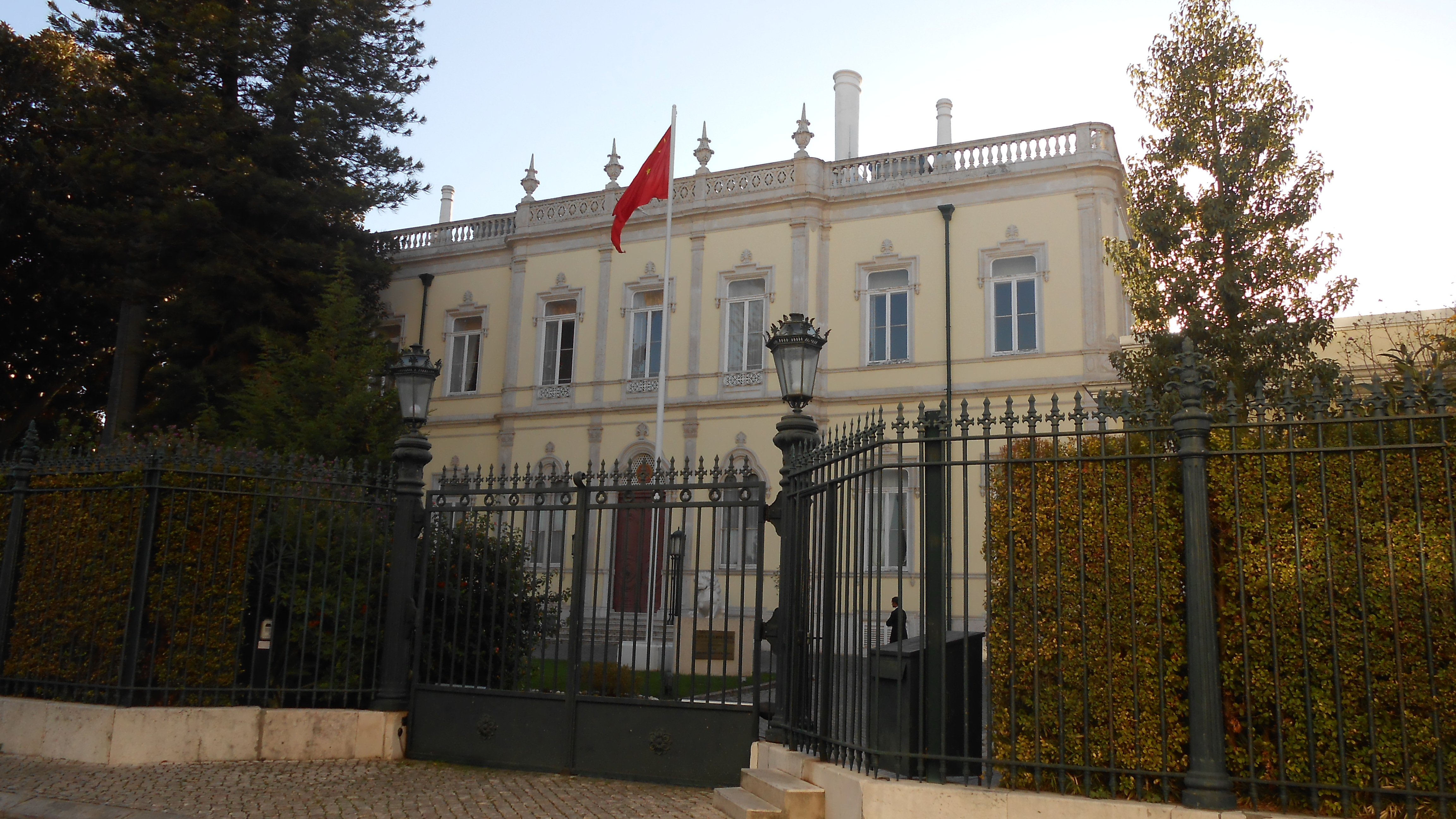
Chinesische Botschaft in Belém

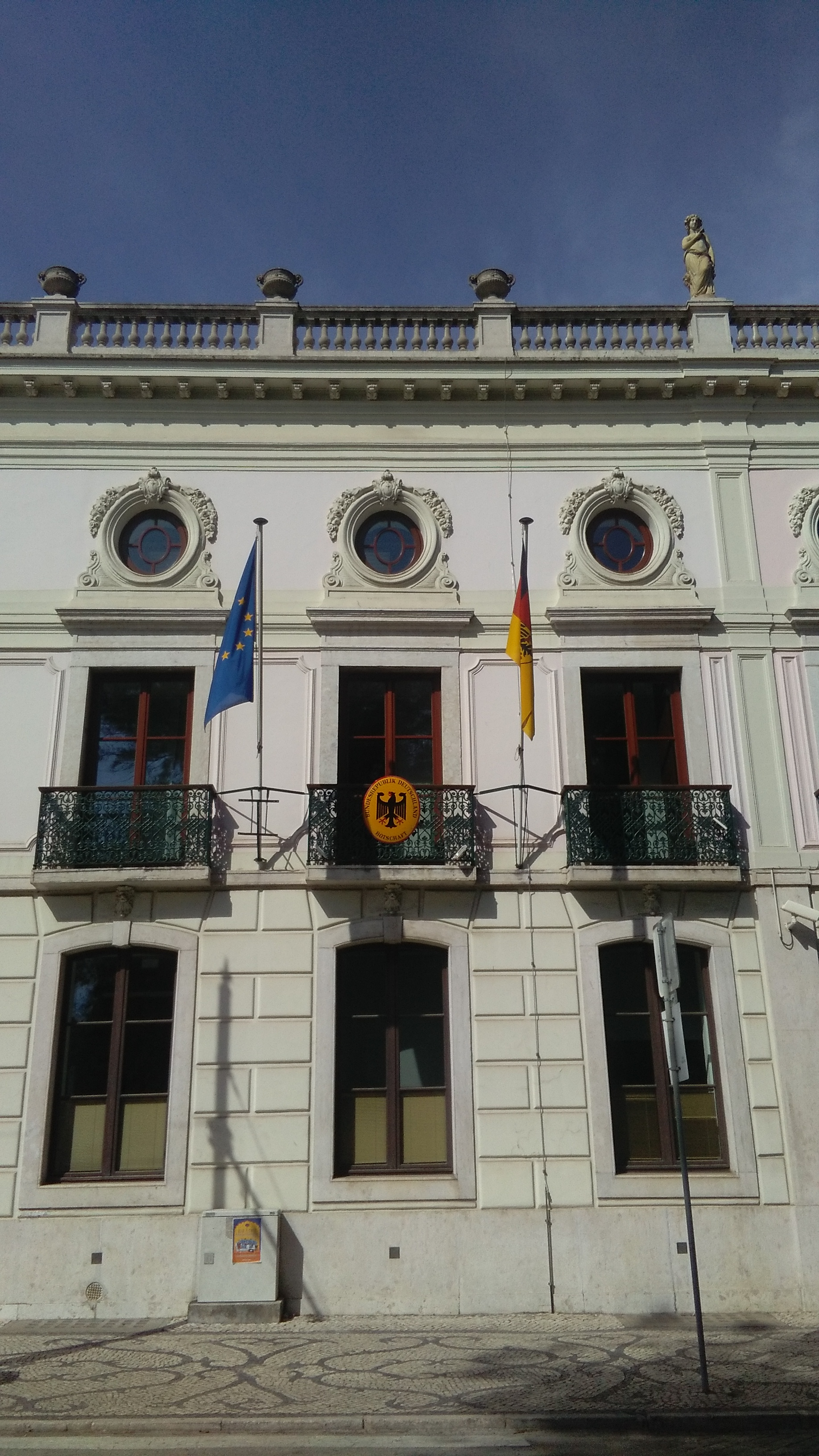
Deutsche Botschaft in Lissabon

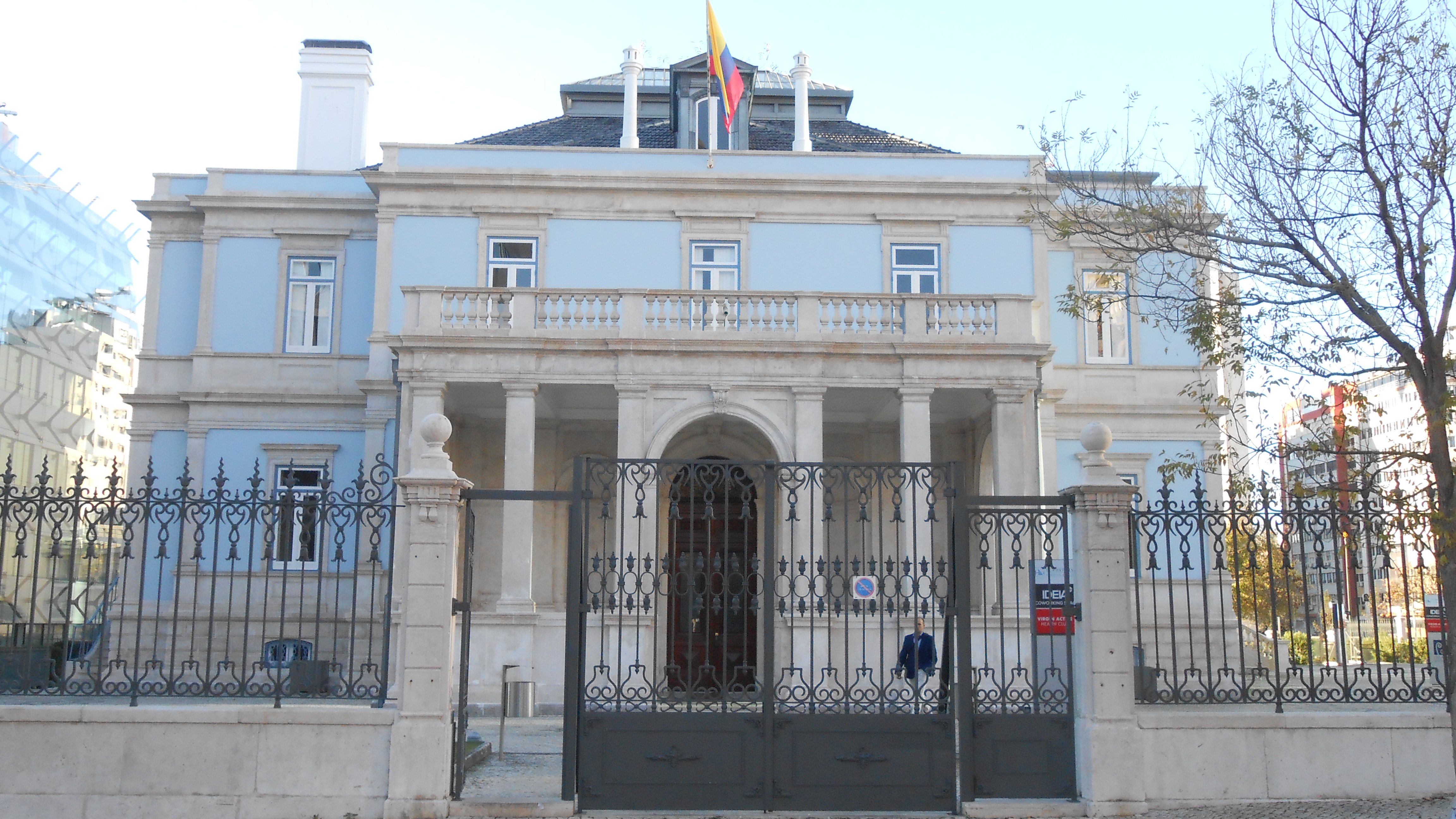
Kolumbianische Botschaft an der Avenida Fontes Pereira de Melo

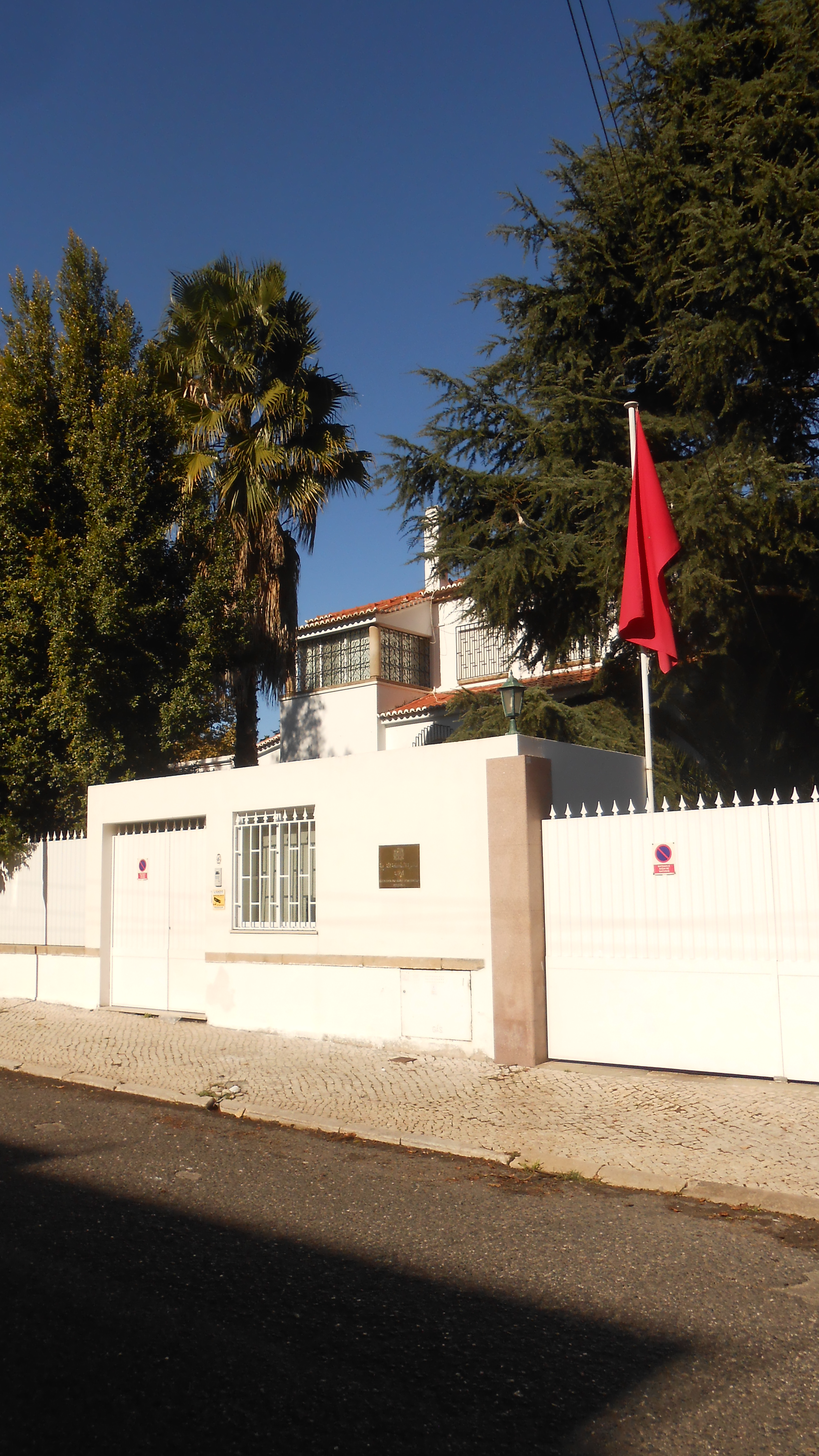
Marokkos Vertretung in Belém

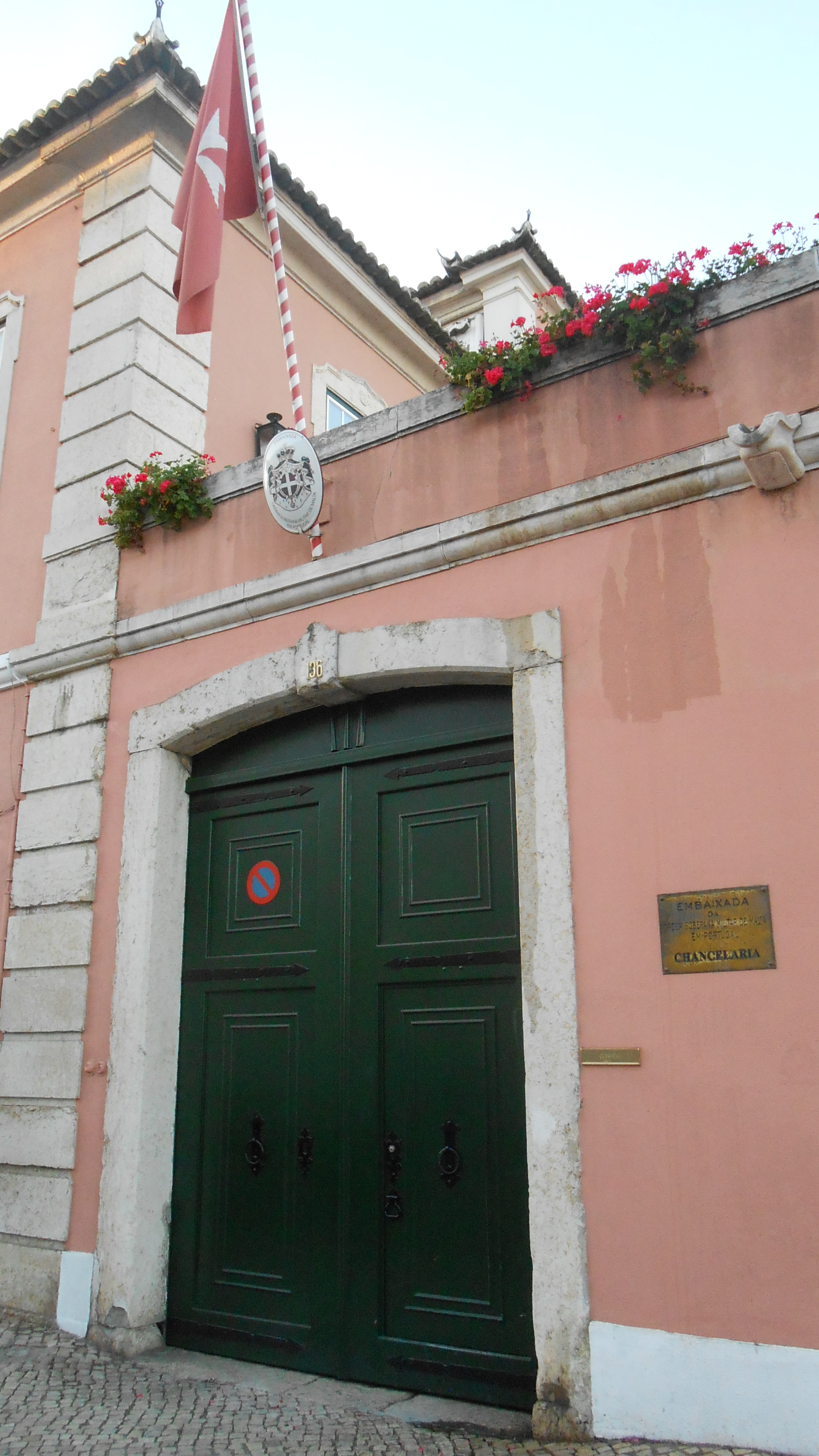
Botschaft des Malteserordens

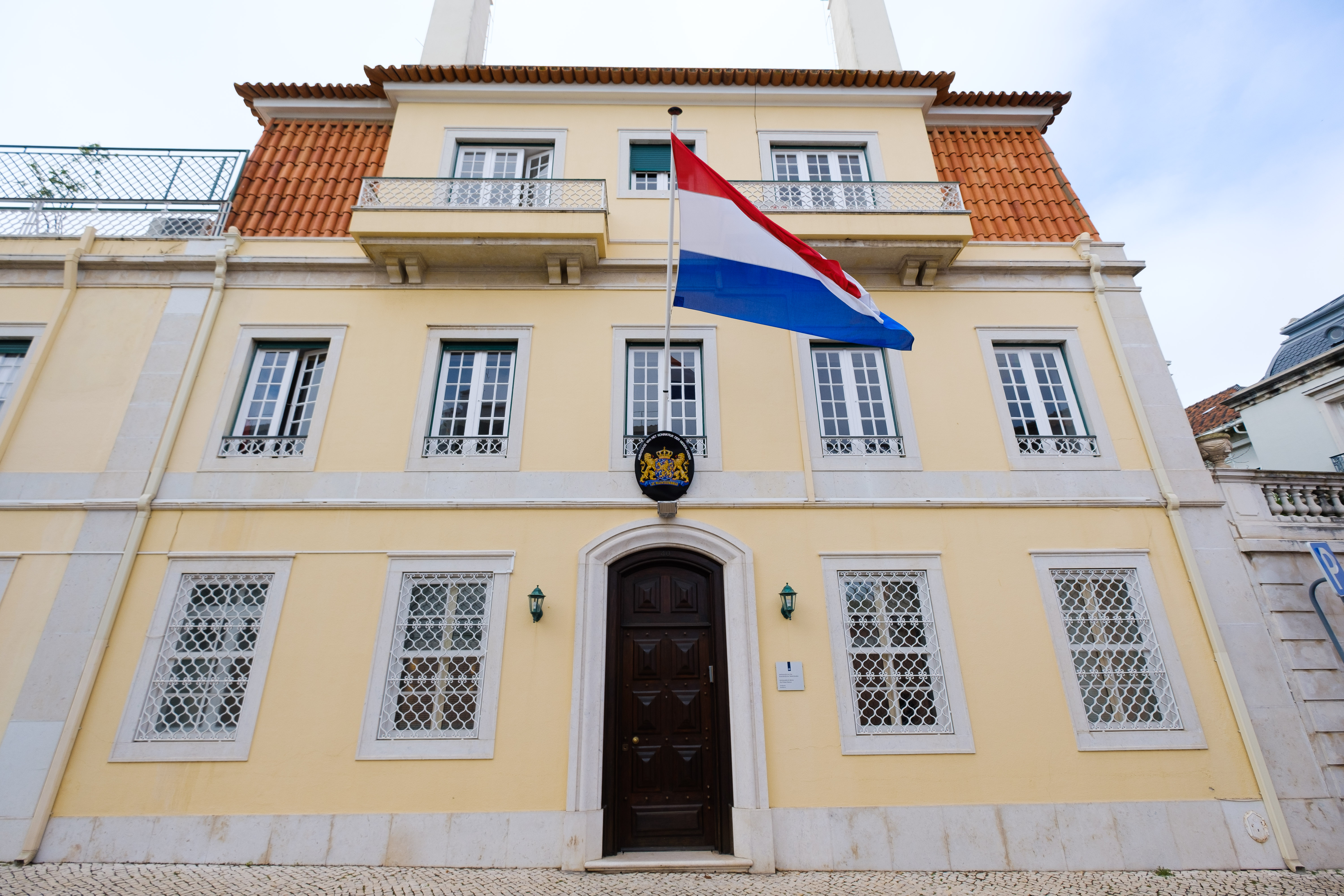
Die niederländische Botschaft in der Lissabonner Stadtgemeinde Lapa

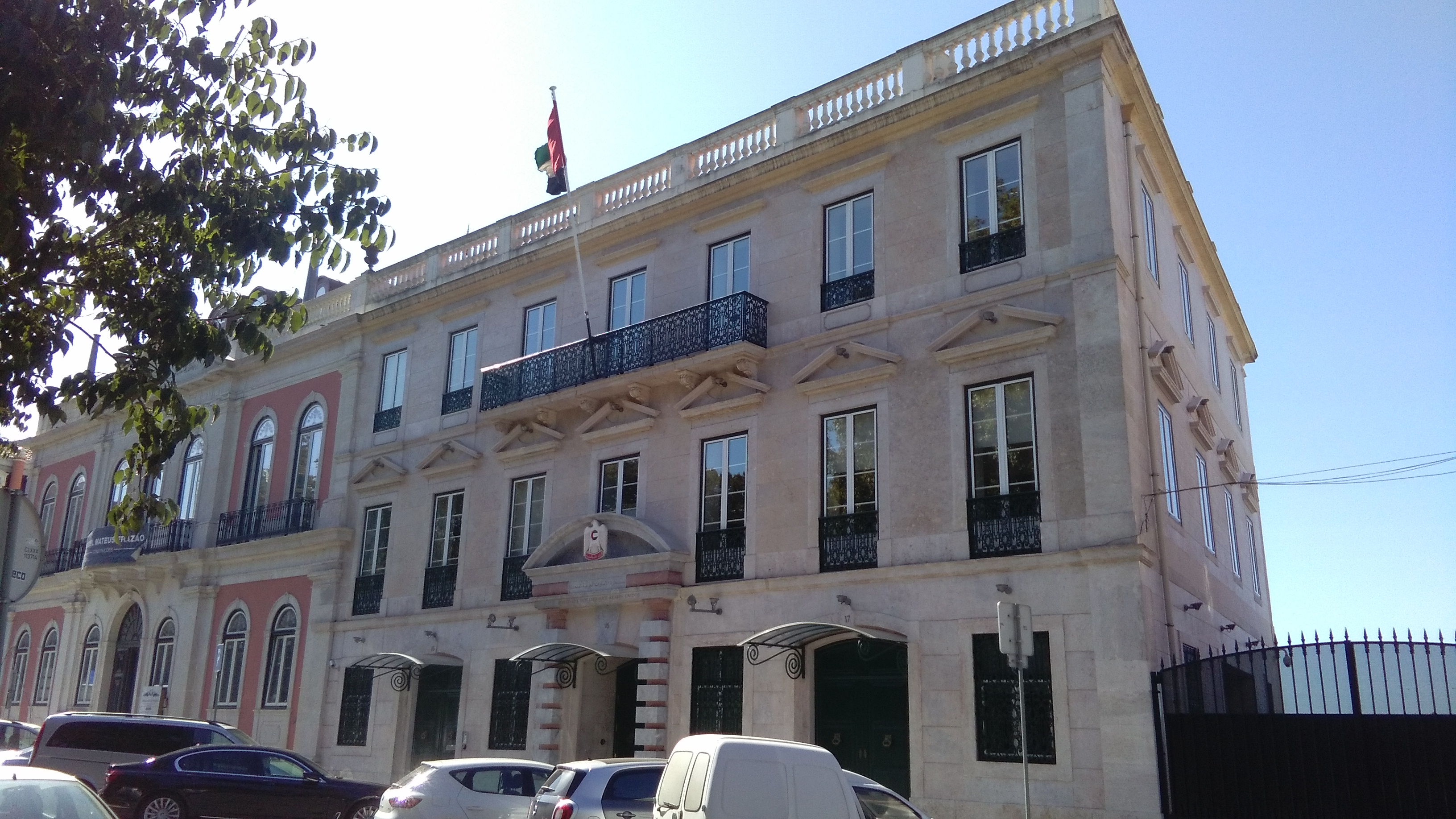
Die Botschaft der Vereinigten Arabischen Emirate nahe dem Jardim do Príncipe Real

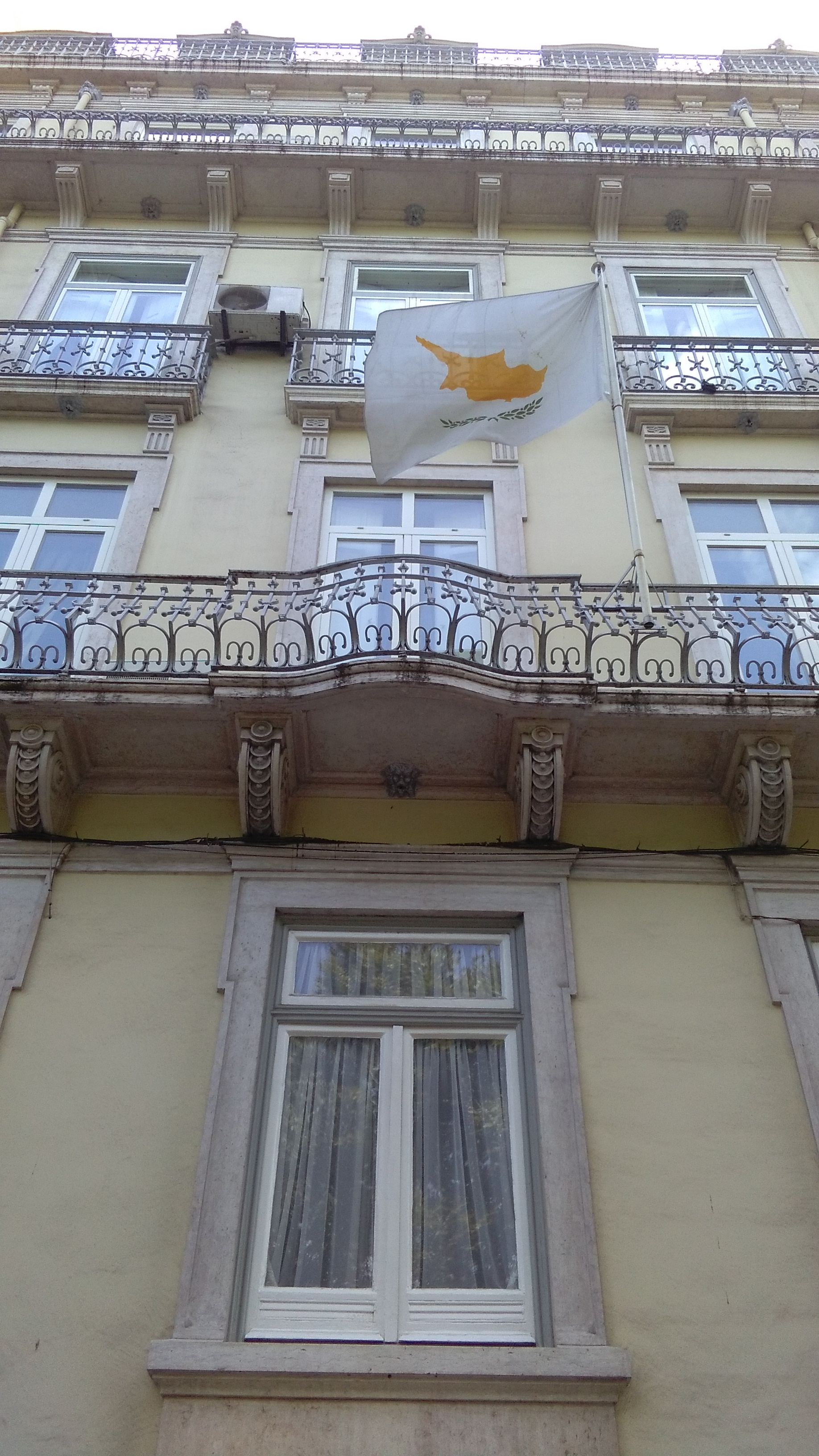
Zyperns Botschaft an der Avenida da Liberdade

### Botschaften in Lissabon
Diplomatische Vertretungen in der portugiesischen Hauptstadt Lissabon:

#### Souveräne Staaten
| - Ägypten: Botschaft (→ Liste der Botschafter) - Äquatorialguinea: Botschaft (→ Liste der Botschafter) - Albanien: Botschaft (→ Liste der Botschafter) - Algerien: Botschaft (→ Liste der Botschafter) - Andorra: Botschaft (→ Liste der Botschafter) - Angola: Botschaft (→ Liste der Botschafter) - Argentinien: Botschaft (→ Liste der Botschafter) - Australien: Botschaft (→ Liste der Botschafter) - Bangladesch: Botschaft (→ Liste der Botschafter) - Belgien: Botschaft (→ Liste der Botschafter) - Brasilien: Botschaft (→ Liste der Botschafter) - Bulgarien: Botschaft (→ Liste der Botschafter) - Chile: Botschaft (→ Liste der Botschafter) - Volksrepublik China: Botschaft (→ Liste der Botschafter) - Dänemark: Botschaft (→ Liste der Botschafter) - Deutschland: Botschaft (→ Liste der Botschafter) - Dominikanische Republik: Botschaft (→ Liste der Botschafter) - Elfenbeinküste: Botschaft (→ Liste der Botschafter) - Estland: Botschaft (→ Liste der Botschafter) - Finnland: Botschaft (→ Liste der Botschafter) - Frankreich: Botschaft (→ Liste der Botschafter) - Georgien: Botschaft (→ Liste der Botschafter) - Griechenland: Botschaft (→ Liste der Botschafter) - Guinea-Bissau: Botschaft (→ Liste der Botschafter) - Indien: Botschaft (→ Liste der Botschafter) - Indonesien: Botschaft (→ Liste der Botschafter) - Iran: Botschaft (→ Liste der Botschafter) - Irak: Botschaft (→ Liste der Botschafter) - Irland: Botschaft (→ Liste der Botschafter) - Israel: Botschaft (→ Liste der Botschafter) - Italien: Botschaft (→ Liste der Botschafter) - Japan: Botschaft (→ Liste der Botschafter) - Kanada: Botschaft (→ Liste der Botschafter) - Kap Verde: Botschaft (→ Liste der Botschafter) - Kasachstan: Botschaft (→ Liste der Botschafter) - Katar: Botschaft (→ Liste der Botschafter) - Kolumbien: Botschaft (→ Liste der Botschafter) - Kongo, Demokratische Republik: Botschaft (→ Liste der Botschafter) - Korea, Republik: Botschaft (→ Liste der Botschafter) - Kroatien: Botschaft (→ Liste der Botschafter) - Kuba: Botschaft (→ Liste der Botschafter) | - Kuwait: Botschaft (→ Liste der Botschafter) - Libyen: Botschaft (→ Liste der Botschafter) - Luxemburg: Botschaft (→ Liste der Botschafter) - Malta: Botschaft (→ Liste der Botschafter) - Marokko: Botschaft (→ Liste der Botschafter) - Mexiko: Botschaft (→ Liste der Botschafter) - Moldau: Botschaft (→ Liste der Botschafter) - Monaco: Botschaft (→ Liste der Botschafter) - Mosambik: Botschaft (→ Liste der Botschafter) - Niederlande: Botschaft (→ Liste der Botschafter) - Nigeria: Botschaft (→ Liste der Botschafter) - Norwegen: Botschaft (→ Liste der Botschafter) - Österreich: Botschaft (→ Liste der Botschafter) - Osttimor: Botschaft (→ Liste der Botschafter) - Pakistan: Botschaft (→ Liste der Botschafter) - Panama: Botschaft (→ Liste der Botschafter) - Paraguay: Botschaft (→ Liste der Botschafter) - Peru: Botschaft (→ Liste der Botschafter) - Philippinen: Botschaft (→ Liste der Botschafter) - Polen: Botschaft (→ Liste der Botschafter) - Rumänien: Botschaft (→ Liste der Botschafter) - Russland: Botschaft (→ Liste der Botschafter) - São Tomé und Príncipe: Botschaft (→ Liste der Botschafter) - Saudi-Arabien: Botschaft (→ Liste der Botschafter) - Schweden: Botschaft (→ Liste der Botschafter) - Schweiz: Botschaft (→ Liste der Botschafter) - Senegal: Botschaft (→ Liste der Botschafter) - Serbien: Botschaft (→ Liste der Botschafter) - Slowakei: Botschaft (→ Liste der Botschafter) - Spanien: Botschaft (→ Liste der Botschafter) - Südafrika: Botschaft (→ Liste der Botschafter) - Thailand: Botschaft (→ Liste der Botschafter) - Tschechien: Botschaft (→ Liste der Botschafter) - Türkei: Botschaft (→ Liste der Botschafter) - Tunesien: Botschaft (→ Liste der Botschafter) - Ukraine: Botschaft (→ Liste der Botschafter) - Ungarn: Botschaft (→ Liste der Botschafter) - Uruguay: Botschaft (→ Liste der Botschafter) - Vatikanstadt: Botschaft (→ Liste der Botschafter) - Venezuela: Botschaft (→ Liste der Botschafter) - Vereinigte Arabische Emirate: Botschaft (→ Liste der Botschafter) - Vereinigte Staaten: Botschaft (→ Liste der Botschafter) - Vereinigtes Königreich: Botschaft (→ Liste der Botschafter) - Zypern: Botschaft (→ Liste der Botschafter) |

#### Andere
- Macau: Vertretungsbüro und Informationszentrum (Centro de Promoção e Informação Turística)
- Malteserorden: Botschaft (→ Liste der Botschafter)
- Palästina: Diplomatische Mission (→ Liste der Botschafter)
- Taiwan (Republik China): Wirtschafts- und Kulturzentrum (Centro Cultural e Económico de Taipé)
- Westsahara (Demokratische Arabische Republik Sahara): Vertretungsbüro

### Doppelakkreditierte Botschafter
Folgende Staaten sind mit einer Botschaft außerhalb Portugals in Lissabon doppelakkreditiert:
| - Äthiopien: Amtssitz Paris (→ Liste der Botschafter) - Afghanistan: Amtssitz Paris (→ Liste der Botschafter) - Armenien: Amtssitz Rom (→ Liste der Botschafter) - Aserbaidschan: Amtssitz Rabat (→ Liste der Botschafter) - Benin: Amtssitz Paris (→ Liste der Botschafter) - Bolivien: Amtssitz Den Haag (→ Liste der Botschafter) - Bosnien und Herzegowina: Amtssitz Den Haag (→ Liste der Botschafter) - Botswana: Amtssitz London (→ Liste der Botschafter) - Brunei: Amtssitz Paris (→ Liste der Botschafter) - Burkina Faso: Amtssitz Paris (→ Liste der Botschafter) - Burundi: Amtssitz Paris (→ Liste der Botschafter) - Dschibuti: Amtssitz Paris (→ Liste der Botschafter) - Ecuador: Amtssitz London (→ Liste der Botschafter) - El Salvador: Amtssitz Paris (→ Liste der Botschafter) - Eswatini: Amtssitz London (→ Liste der Botschafter) - Fidschi: Amtssitz Brüssel (→ Liste der Botschafter) - Gabun: Amtssitz Paris (→ Liste der Botschafter) - Gambia: Amtssitz Paris (→ Liste der Botschafter) - Ghana: Amtssitz Paris (→ Liste der Botschafter) - Grenada: Amtssitz Brüssel (→ Liste der Botschafter) - Guatemala: Amtssitz Paris (→ Liste der Botschafter) - Guinea: Amtssitz Paris (→ Liste der Botschafter) - Honduras: Amtssitz Paris (→ Liste der Botschafter) - Island: Amtssitz London (→ Liste der Botschafter) - Jamaika: Amtssitz Brüssel (→ Liste der Botschafter) - Jemen: Amtssitz Paris (→ Liste der Botschafter) - Jordanien: Amtssitz Neuilly-sur-Seine (→ Liste der Botschafter) - Kamerun: Amtssitz Paris (→ Liste der Botschafter) - Kambodscha: Amtssitz Paris (→ Liste der Botschafter) - Kenia: Amtssitz Paris (→ Liste der Botschafter) - Kongo, Republik: Amtssitz Paris (→ Liste der Botschafter) - Korea, Volksrepublik: Amtssitz Rom (→ Liste der Botschafter) - Kosovo: Amtssitz Paris (→ Liste der Botschafter) - Laos: Amtssitz Paris (→ Liste der Botschafter) - Lesotho: Amtssitz London (→ Liste der Botschafter) - Lettland: Außenministerium Lettlands, Botschaft 2016 geschlossen (→ Liste der Botschafter) - Libanon: Amtssitz Rom: (→ Liste der Botschafter) | - Liberia: Amtssitz Paris (→ Liste der Botschafter) - Litauen: Amtssitz London (→ Liste der Botschafter) - Madagaskar: Amtssitz Paris (→ Liste der Botschafter) - Malawi: Amtssitz London (→ Liste der Botschafter) - Malaysia: Amtssitz Paris (→ Liste der Botschafter) - Malediven: Amtssitz London - Mali: Amtssitz Paris (→ Liste der Botschafter) - Mauretanien: Amtssitz Paris (→ Liste der Botschafter) - Mauritius: Amtssitz Paris (→ Liste der Botschafter) - Nordmazedonien: Amtssitz Paris (→ Liste der Botschafter) - Mongolei: Amtssitz Paris (→ Liste der Botschafter) - Montenegro: Außenministerium Montenegros (→ Liste der Botschafter) - Myanmar: Amtssitz Rom (→ Liste der Botschafter) - Namibia: Amtssitz Paris (→ Liste der Botschafter) - Nepal: Amtssitz Paris (→ Liste der Botschafter) - Neuseeland Amtssitz Paris (→ Liste der Botschafter) - Nicaragua: Amtssitz Paris (→ Liste der Botschafter) - Niger: Amtssitz Paris (→ Liste der Botschafter) - Oman Amtssitz Paris (→ Liste der Botschafter) - Papua-Neuguinea: Amtssitz Brüssel (→ Liste der Botschafter) - Ruanda: Amtssitz Paris (→ Liste der Botschafter) - Sambia: Amtssitz Paris (→ Liste der Botschafter) - San Marino: Außenministerium San Marinos (→ Liste der Botschafter) - Seychellen: Amtssitz Paris (→ Liste der Botschafter) - Sierra Leone: Amtssitz London (→ Liste der Botschafter) - Simbabwe: Amtssitz Paris (→ Liste der Botschafter) - Singapur: Amtssitz Paris (→ Liste der Botschafter) - Slowenien: Außenministerium Sloweniens, Botschaft 2012 geschlossen (→ Liste der Botschafter) - St. Vincent u. d. Grenadinen: Amtssitz London (→ Liste der Botschafter) - Sri Lanka: Amtssitz Paris (→ Liste der Botschafter) - Südsudan: Amtssitz Paris (→ Liste der Botschafter) - Sudan: Amtssitz Paris (→ Liste der Botschafter) - Syrien: Amtssitz Paris (→ Liste der Botschafter) - Tansania: Amtssitz Paris (→ Liste der Botschafter) - Togo: Amtssitz Paris (→ Liste der Botschafter) - Tschad: Amtssitz Paris (→ Liste der Botschafter) - Uganda: Amtssitz Paris (→ Liste der Botschafter) - Usbekistan: Amtssitz Paris (→ Liste der Botschafter) - Vietnam: Amtssitz Paris (→ Liste der Botschafter) - Belarus: Amtssitz Paris (→ Liste der Botschafter) - Zentralafrikanische Republik: Amtssitz Paris (→ Liste der Botschafter) |

## Konsulate

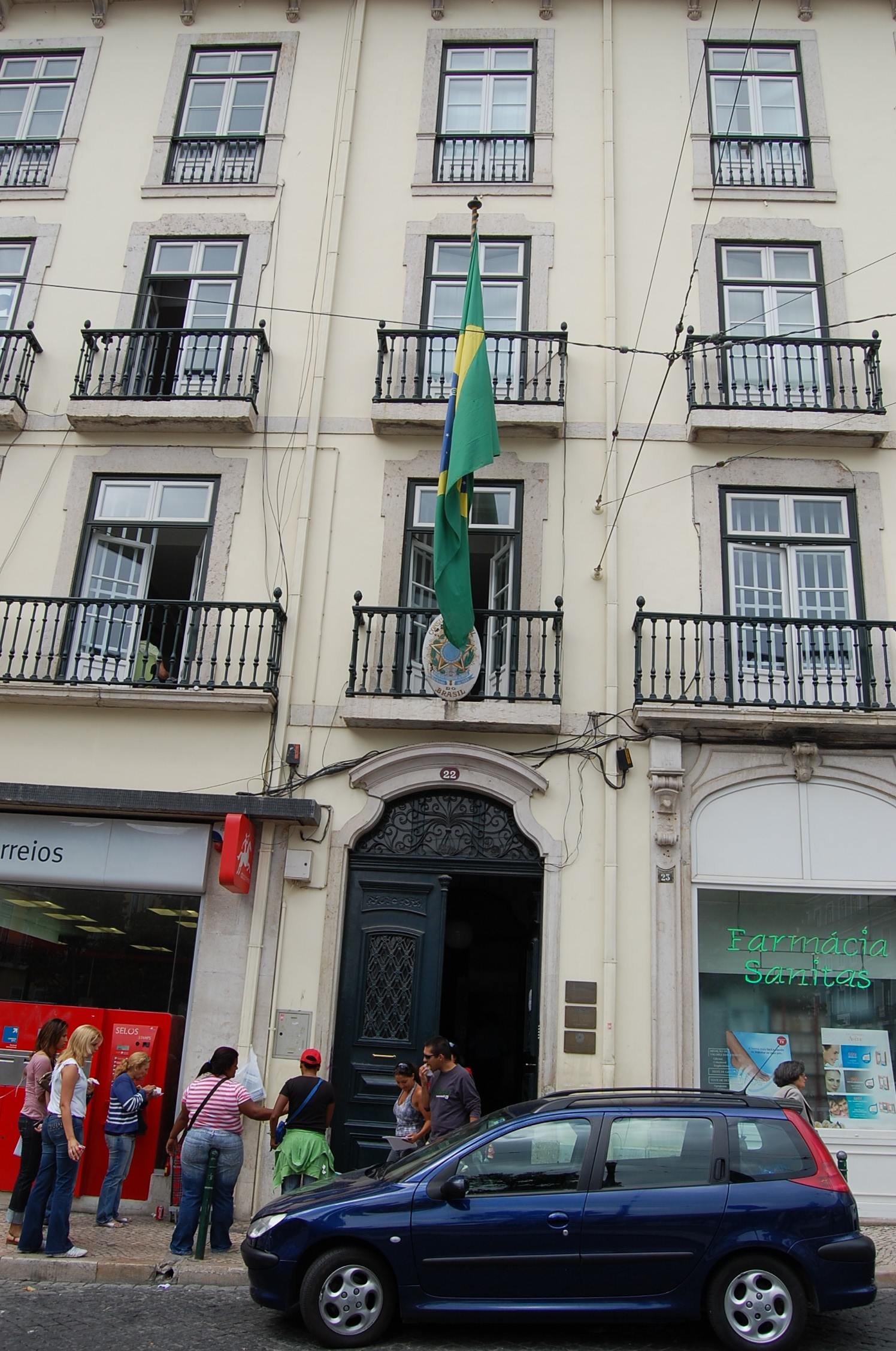
Generalkonsulat Brasiliens am Praça-Luís-de-Camões-Platz in Lissabon

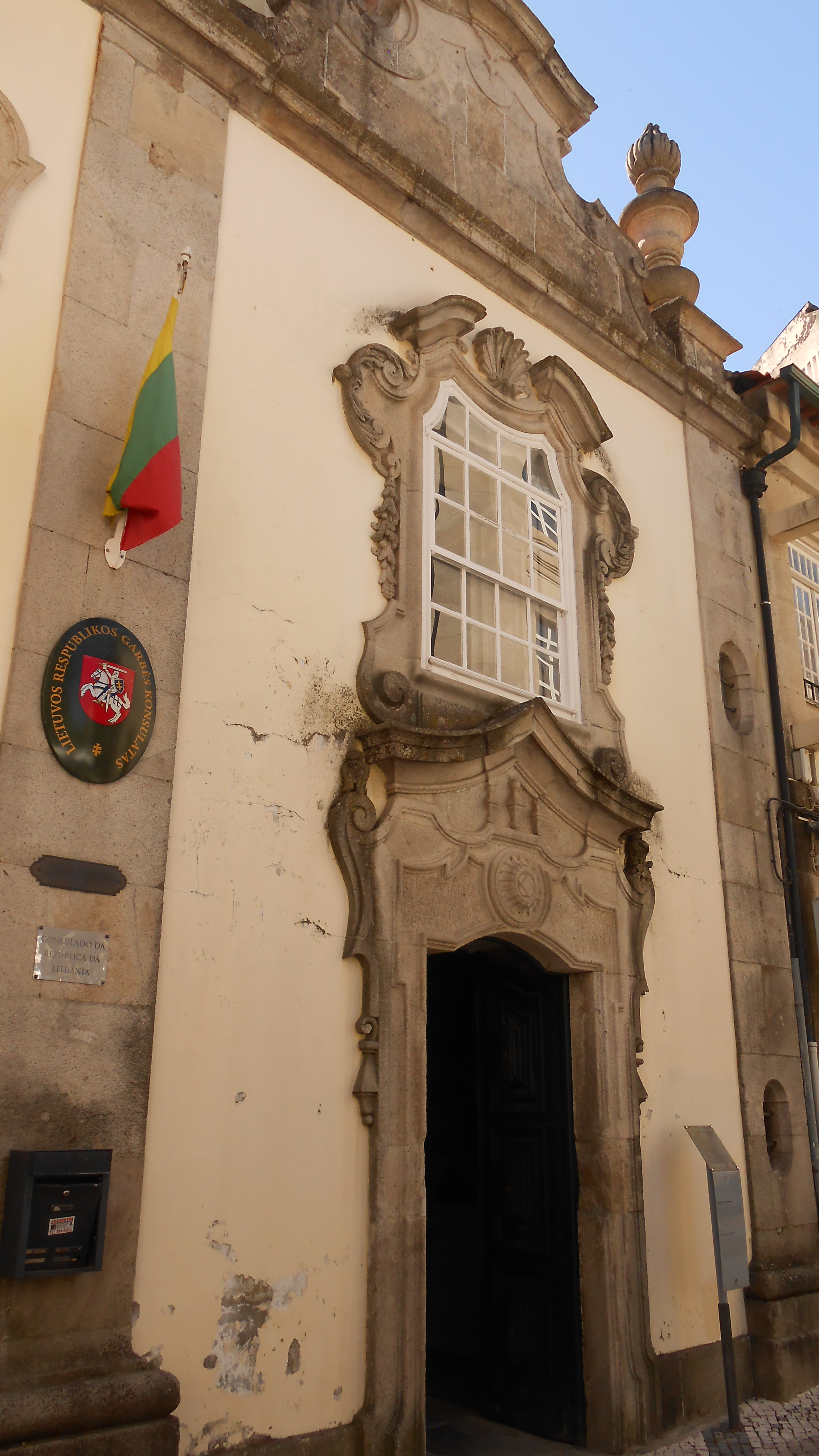
Litauens Konsulat in Viseu

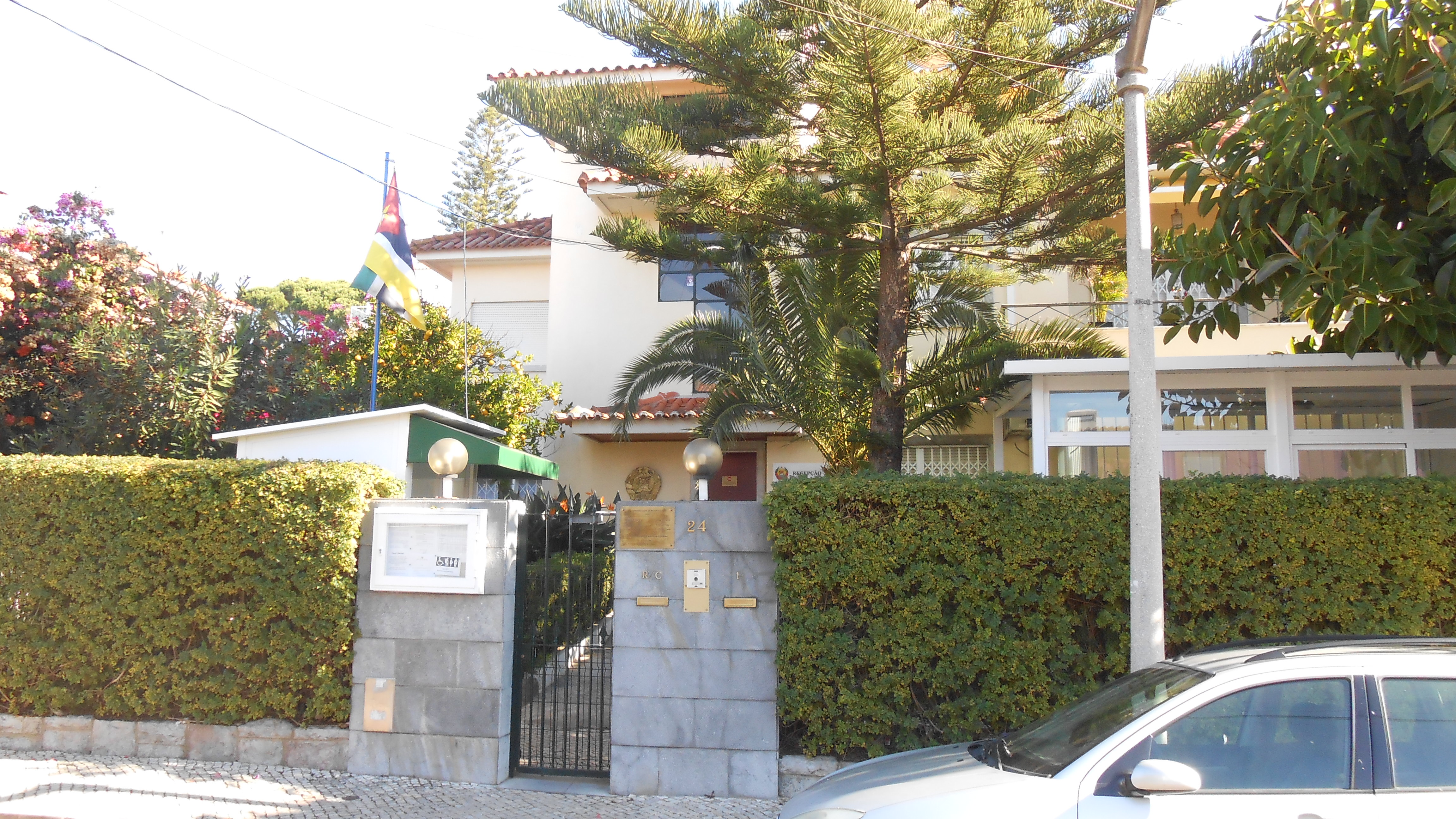
Generalkonsulat Mosambiks im Lissabonner Stadtteil Belém

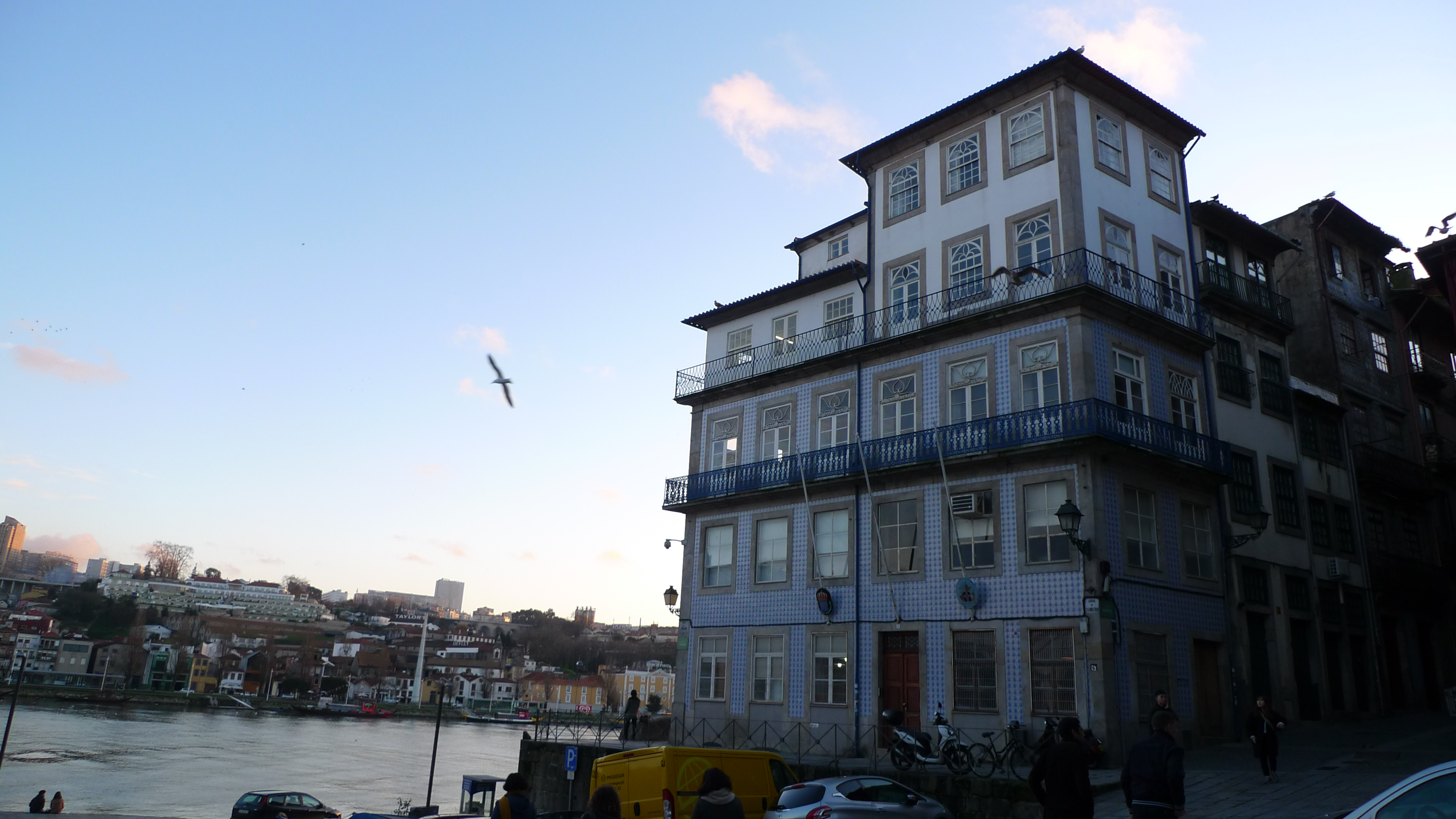
Konsulate Schwedens und Islands (heute Norwegens) am Douro-Ufer in Porto

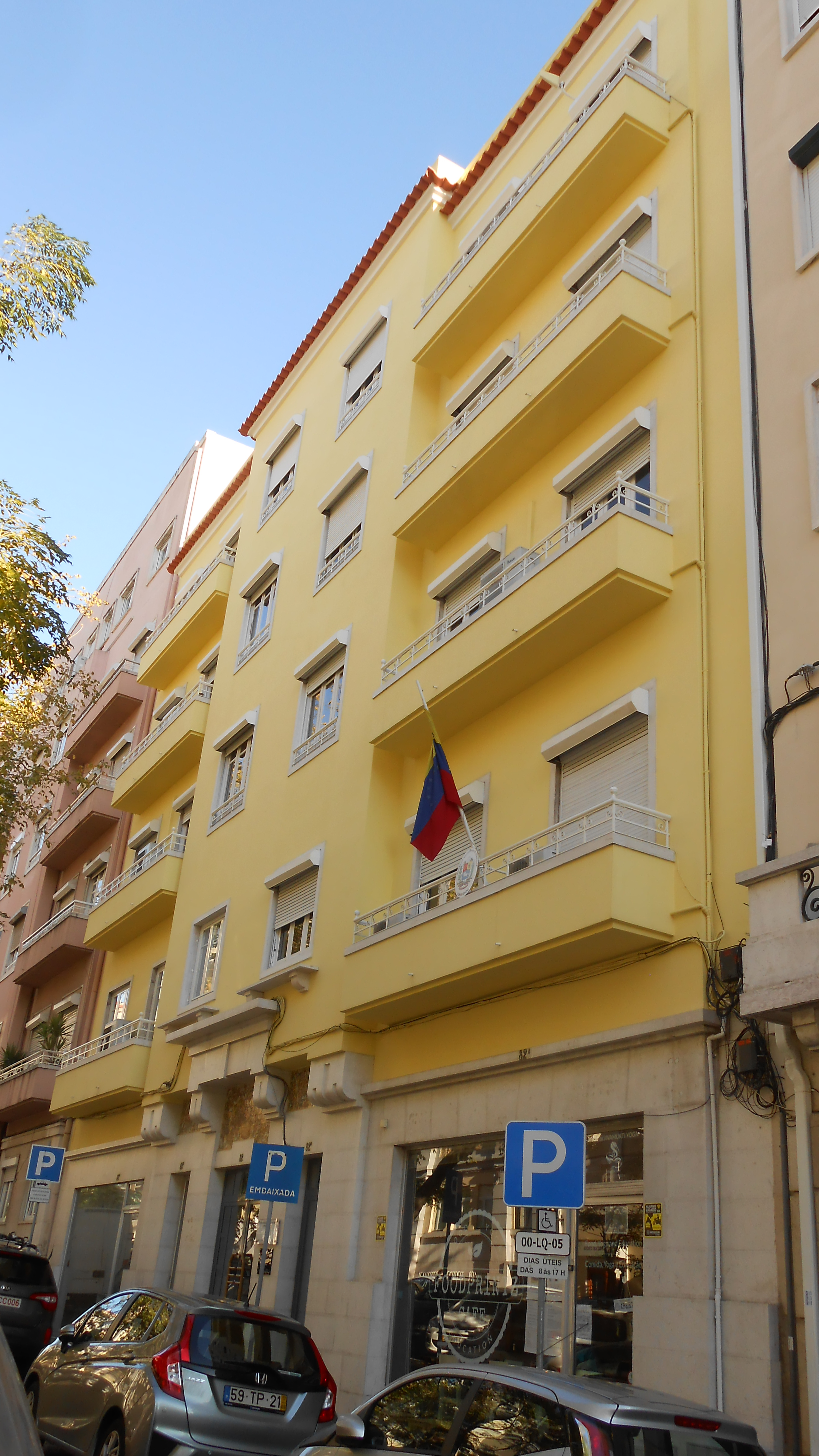
Konsulat Venezuelas in Lissabon

| - Albanien: Honorarkonsulate in Lissabon, Porto und Funchal - Angola: Generalkonsulate in Faro, Porto und Lissabon - Belgien: Honorarkonsulate in Porto, Faro, Ponta Delgada (Azoren) und Funchal - Brasilien: Generalkonsulate in Lissabon, Porto und Faro; Honorarkonsulate in Loulé, Ponta Delgada, Santarém, Funchal - Bulgarien: Honorarkonsulat in Porto - Chile: Honorarkonsulat in Porto (ausgesetzt) - Dänemark: Honorarkonsulate in Faro, Porto, Funchal und Ponta Delgada - Deutschland: Honorarkonsulate in Porto, Lagos, Ponta Delgada - Dominikanische Republik: Honorarkonsulate in Ponta Delgada und Lissabon - Ecuador: Honorarkonsulat und Vize-Honorarkonsulat in Porto - Elfenbeinküste: Honorarkonsulat in Porto - El Salvador: Konsulat in Lissabon - Finnland: Honorarkonsulate in Funchal, Faro, Ponta Delgada und Porto - Frankreich: Honorarkonsulate in Porto, Coimbra, Lagoa (Algarve), Ponta Delgada (Azoren) und Funchal (Madeira) - Indonesien: Honorarkonsulat in Porto - Israel: Honorarkonsulat in Porto - Island: Honorarkonsulate in Lissabon, Porto und Aveiro - Italien: Honorarkonsulate in Porto, Funchal, Albufeira und Ponta Delgada - Jamaika: Honorarkonsulat in Lissabon - Japan; Honorarkonsulat in Porto - Kap Verde: Konsulat in Coimbra - Lettland: Honorarkonsulate in Porto und Ponta Delgada - Libanon: Honorarkonsulat in Porto - Litauen: Honorarkonsulate in Viseu, Albufeira, Lissabon und Água de Pau (Azoren) - Luxemburg: Honorarkonsulate in Porto und Tavira - Nordmazedonien: Honorarkonsulat in Lissabon - Kanada: Honorarkonsulate in Faro und Ponta Delgada - Kap Verde: Honorarkonsulate in Angra do Heroísmo, Porto, Setúbal und Coimbra - Kasachstan: Honorarkonsulat in Lissabon - Kolumbien: Honorarkonsulat in Porto - Kongo, Demokratische Republik: Honorarkonsulat in Vila Real de Santo António - Kongo, Republik: Honorarkonsulat in Lissabon - Korea, Republik: Honorarkonsulat in Porto - Kroatien: Honorarkonsulate in Porto und Funchal - Österreich: Honorarkonsulate in Porto, Albufeira und Funchal - Osttimor: Honorarkonsulat in Porto - Estland: Honorarkonsulat in Funchal - Ghana: Honorarkonsulat in Lissabon - Griechenland: Honorarkonsulate in Porto, Funchal und Vize-Honorarkonsulat in Ponta Delgada - Guatemala: Honorarkonsulat in Lissabon - Guinea: Honorarkonsulat in Porto - Guinea-Bissau: Generalkonsulat in Lissabon, Konsulate in Porto und Espinho, Honorarkonsulat in Leiria | - Island: Honorarkonsulate in Ílhavo und Lissabon (Porto geschlossen) - Italien: Honorarkonsulate in Albufeira, Funchal, Ponta Delgada und Porto - Jamaika: Honorarkonsulat in Setúbal - Lettland: Honorarkonsulate in Ponta Delgada und Porto - Libanon: Honorarkonsulat in Porto - Litauen: Honorarkonsulate in Lissabon, Ponta Delgada und Viseu - Luxemburg: Honorarkonsulate in Faro und Porto - Malaysia: Honorarkonsulat in Lissabon - Malta: Honorarkonsulate in Lissabon, Ponta Delgada, Porto und Tavira - Mauretanien: Honorarkonsulat in Lissabon - Mexiko: Honorarkonsulate in Faro und Porto - Monaco: Generalkonsulat in Lissabon (in der Botschaft) - Mosambik: Generalkonsulate in Lissabon und Porto - Namibia:Honorarkonsulate in Cascais und Lissabon - Nepal: Honorarkonsulate in Lissabon und Porto - Niederlande: Honorarkonsulate in Albufeira, Funchal und Ponta Delgada - Neuseeland: Konsulat in Lissabon - Nicaragua: Konsulat in Lissabon - Nordmazedonien: Honorarkonsulat in Lissabon - Norwegen: Honorarkonsulate in Funchal, Ponta Delgada, Portimão und Porto - Paraguay: Honorarkonsul in Lissabon - Peru: Honorarkonsulat in Porto - Polen: Honorarkonsulate in Albufeira und Porto - Rumänien: Honorarkonsulat in Estoril - Russland: Honorarkonsulate in Faro und Porto - San Marino: Honorarkonsulat in Porto - São Tomé und Príncipe: Honorarkonsulate in Albufeira, Coimbra, Funchal, Guimarães, Porto, Santa Maria da Feira und Sintra. - Schweden: Honorarkonsulate in Funchal, Ponta Delgada, Porto und Tavira - Schweiz: Konsulat in Porto - Serbien: Honorarkonsulat in Albufeira (Porto geschlossen) - Singapur: Honorarkonsulat in Lissabon - Slowakei: Honorarkonsulat in Funchal - Slowenien: Konsulat in Porto - Spanien: Generalkonsulate in Lissabon und Porto, Honorarkonsulate in Elvas, Funchal, Leiria, Ponta Delgada, Portimão und Sines - Südafrika: Honorarkonsulate in Porto und Funchal - Sudan: Konsulat in Lissabon - Tschechien: Honorarkonsulate in Santo Tirso und Faro - Thailand: Honorarkonsulat in Matosinhos (Porto) - Türkei: Honorar-Generalkonsulat in Maia (Porto) und Honorarkonsulat in Ponta Delgada - Tunesien: Konsulat in Porto - Ukraine: Konsulat in Porto - Ungarn: Honorarkonsulate in Porto, Tavira und Funchal - Uruguay: Konsulat in Porto - Venezuela: Konsulate in Lissabon, Porto und Funchal - Vereinigtes Königreich: Vize-Konsulat in Portimão - Vereinigte Staaten: Konsulat in Ponta Delgada (ältestes Konsulat der USA) - Zypern: Honorarkonsulate in Porto und Faro |

## Vertretungen internationaler Organisationen

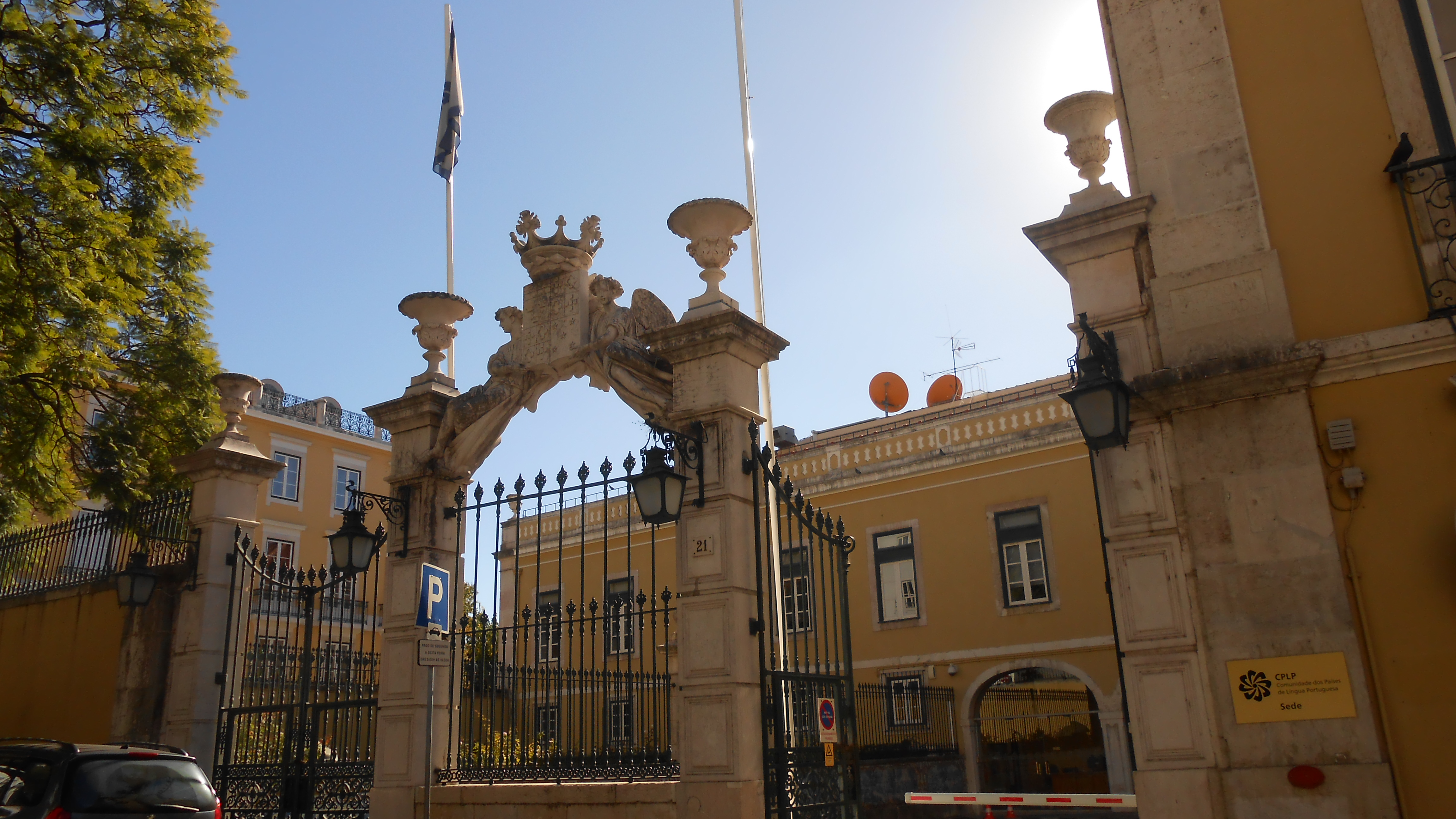
Der Sitz der CPLP im Lissabonner Stadtpalast Palácio Penafiel (aus dem frühen 17. Jh.)

### Hauptsitze
- CPLP: Vertretungsbüros von Angola, Brasilien, Kap Verde, Guinea-Bissau, Portugal, Osttimor, Äquatorialguinea
- Europäische Union: Europäische Beobachtungsstelle für Drogen und Drogensucht
- Europäische Union: Europäische Agentur für die Sicherheit des Seeverkehrs
- International Copper Study Group
- International Lead and Zinc Study Group
- International Nickel Study Group
- Iberisches Internationales Laboratorium für Nanotechnologie

### Vertretungen
- Europäische Union: Vertretungsbüro des Europäischen Parlaments
- Europäische Union: Vertretungsbüro der Europäischen Kommission
- Europäische Union: Vertretungsbüro der Europäischen Investitionsbank
- Europäische Union: Europäisches Zentrum für globale Interdependenz und Solidarität
- Vereinte Nationen: Büro der Ernährungs- und Landwirtschaftsorganisation der Vereinten Nationen
- Internationale Arbeitsorganisation: Mission der Internationalen Arbeitsorganisation
- Vereinte Nationen: Mission der Internationalen Organisation für Migration
- Sitz des Imamat Ismaili (Aga Khan Development Network)